# 남해 남면 향약계 관련 자료
남해 남면 향약계 관련 자료(南海 南面 鄕約契 關聯 資料)는 대한민국 경상남도 남해군 남면 당항리에 있는 향약계 관련 자료이다. 1983년 7월 20일 경상남도의 문화재자료 제44호로 지정되었다.

## 개요
율곡 이이 선생의 향약을 기초로 하여 작성한 책이다.
내용을 보면, 정조 8년(1784) 면민의 각 호주를 계원으로 하고 임원인 공원 1인, 유사 1인, 상무 1인으로 규정하였으며, 매년 봄과 가을에 2회의 총회를 개최하여 미풍양속을 장려하고 풍습을 교정하는 것을 목적으로 하였다.
조선 후기 향촌사회사를 이해하는데 도움이 되는 자료로 평가된다.

## 참고 자료
- 남해 남면 향약계 관련 자료 - 국가유산청 국가유산포털